# Corneta
Corneta é um aerofone da família dos metais, tal como a tuba, o clarim, a trompa, o trombone e outros - produzindo sons através da vibração dos lábios do instrumentista. Existem vários tipos, com ou sem pistões (sem estes, torna-se um instrumento limitado as notas: Dó3, Sol3, Dó4, Mi4, Sol4 etc.). É um instrumento musical que, no seu formato original, imita a forma de um chifre (corno) animal. É particularmente utilizado no jazz e na música erudita, principalmente no século XIX, e em bandas militares. Era utilizada para executar os toques militares nas tropas de infantaria. Tal como o trompete, que pode apresentar até três válvulas.

## Cornetistas notáveis
- Nat Adderley
- Bix Beiderbecke
- Don Cherry
- Louis Armstrong (mais conhecido por ser trompetista)